# Charles Bouvier
Charles Bouvier (28 agosto 1898 – Ginevra, ottobre 1964) è stato un bobbista e calciatore svizzero, di ruolo difensore.

## Carriera

### Nel bob
Ai IV Giochi olimpici invernali (edizione disputatasi nel 1936 a Garmisch-Partenkirchen, Germania) vinse la medaglia d'oro nel Bob a 4 con i connazionali Arnold Gartmann, Pierre Musy e Joseph Beerli partecipando per la Svizzera II superando la nazionale svizzera I (medaglia d'argento) e britannica (bronzo).
Il tempo totalizzato fu di 5:19,85, circa tre secondi in meno dei connazionali con 5:22,73, e poco più rispetto ai britannici con 5:23,41.
Vinse la medaglia d'argento ai campionati mondiali del 1935 nel bob a quattro con Arnold Gartmann, Pierre Musy e, Josef Beerli, gli stessi compagni dell'oro alle olimpiadi.

## Palmarès

### Calcio

#### Club

##### Competizioni nazionali
- Campionato svizzero: 3

Servette: 1924-1925, 1925-1926, 1929-1930
- Coppa Svizzera: 1

Servette: 1927-1928

#### Nazionale
- Argento olimpico: 1

Parigi 1924